# 4284 Кахо
4284 Кахо (4284 Kaho) — астероїд головного поясу, відкритий 16 березня 1988 року.
Тіссеранів параметр щодо Юпітера — 3,447.